# 弘前駅
弘前駅（ひろさきえき）は、青森県弘前市大字表町にある、東日本旅客鉄道（JR東日本）・日本貨物鉄道（JR貨物）・弘南鉄道の駅である。
弘前市の代表駅に指定されており、特急「つがる」の停車駅の一つである。

## 乗り入れ路線
JR東日本・JR貨物の奥羽本線（JR東日本が第一種鉄道事業者、JR貨物が第二種鉄道事業者）と、弘南鉄道の弘南線が乗り入れる。弘南線は当駅が起点である。JR東日本については、奥羽本線川部駅を起点とする五能線の全列車が当駅発着で運行されており、事実上2路線3方向の列車が利用できる。

## 歴史
- 1894年（明治27年）
  - 12月1日：官設鉄道の青森駅 - 当駅間開通に伴い、中津軽郡和徳村に開業[1]。当時は旅客駅。
  - 12月11日：貨物の取り扱いを開始（一般駅となる）[1]。
- 1895年（明治28年）10月21日：当駅 - 碇ケ関駅間が開業。
- 1909年（明治42年）10月12日：線路名称を制定し、奥羽本線の所属となる。
- 1927年（昭和2年）9月7日：弘南鉄道の弘南弘前駅開業。
- 1929年（昭和4年）12月：2代目駅舎の供用を開始。
- 1949年（昭和24年）4月1日：鉄道公安室設置。
- 1963年（昭和38年）
  - 5月21日：昭和天皇、香淳皇后が県内を行幸啓。青森駅発、弘前駅着のお召し列車が運行[2]。
  - 5月22日：弘前駅発、三沢駅行きのお召し列車が運行。
- 1971年（昭和46年）12月20日：弘前駅旅行センターが開業。
- 1973年（昭和48年）6月13日：弘南弘前駅に自動券売機を2台設置。
- 1980年（昭和55年）11月1日：弘南弘前駅の出改札業務を委託化。
- 1981年（昭和56年）4月24日：3代目駅舎の供用を開始[新聞 1]。
- 1982年（昭和57年）4月23日：駅ビル「アプリーズ」開業[新聞 2]。
- 1986年（昭和61年）
  - 4月1日：弘南弘前駅が弘前駅に改称[3]。
  - 11月1日：国鉄駅での荷物の取り扱いを廃止[1]。
- 1987年（昭和62年）4月1日：国鉄分割民営化により、国鉄の駅は東日本旅客鉄道・日本貨物鉄道の駅となる[1]。
- 1988年（昭和63年）3月13日：直営の物販店「ふるさとコーナー」開店[新聞 3]。
- 1993年（平成5年）
  - 4月1日：「びゅうプラザ弘前」開業。
  - 7月12日：電子連動装置の使用を開始[4]。
- 2002年（平成14年）：東北の駅百選に選定される。
- 2004年（平成16年）12月12日：4代目駅舎の供用を開始し、東西自由通路が開通。発車メロディーに「津軽じょんがら節」を採用[5]。
- 2006年（平成18年）：JR弘前駅2番線・3番線の大鰐寄りホーム上にエアコン付待合室を設置。
- 2008年（平成20年）3月22日：JR弘前駅に自動改札機と指定席券売機を設置。
- 2010年（平成22年）4月1日：大釈迦駅 - 津軽新城駅間各駅の管理が浪岡駅から当駅に変更となる。
- 2017年（平成29年）4月1日：浪岡駅の業務委託化に伴い同駅が管理下になる。
- 2019年（令和元年）10月1日：定期貨物列車の停車設定が廃止。弘前新営業所が開設され、コンテナ輸送がトラック代行化される[6]。
- 2020年（令和2年）3月31日：びゅうプラザの営業を終了[7]。
- 2021年（令和3年）
  - 4月2日：「津軽ラウンジ」と「BRICK A-FACTORY」が開業[報道 1]。
  - 10月26日：改札口脇に駅ナカシェアオフィス「STATION WORK」のブース型「STATION BOOTH」が開業[報道 2]。
- 2022年（令和4年）3月12日：弘前駅（津軽地区連携室を含む）と五所川原駅を統合した弘前営業統括センターを設置。弘前駅長は弘前営業統括センター所長（津軽地区駅長兼務）となる。
- 2023年（令和5年）
  - 3月18日：弘前営業統括センターとつがる運輸区を統合し、弘前統括センターに改称。
  - 5月27日：奥羽本線青森駅方面においてICカード「Suica」の利用が可能となる[報道 3][報道 4]。
- 2024年（令和6年）10月1日：奥羽本線でえきねっとQチケのサービスを開始[8][報道 5]。
- 2025年（令和7年）4月1日：地域と連携しながら施策を推進する「地域共創オフィス」を駅構内の事務室に設置[新聞 4]。

## 駅構造

### JR東日本
単式ホーム1面1線と島式ホーム1面2線、合計2面3線のホームを有する地上駅である。構内西側にある単式ホームが1番線、構内東側にある島式ホームの内側が2番線、島式ホーム外側が3番線である。1番線と2番線の間にホームのない線路（下り本線）がある。上り本線は3番線で、1番線は下り1番線、2番線は中線となっている。また、多数の側線がある。1番線には、弘前市のスポットである、弘前城天守、旧弘前市立図書館、藤田記念庭園大正浪漫喫茶室などの模型が展示されている。
橋上駅舎を有する。改札口は2階にあり、駅の東西を結ぶ自由通路「あずましろ～ど」に面している。駅舎内には駅事務室、みどりの窓口、自動券売機、指定席券売機、待合所、自動改札機（Suica、えきねっとQチケ対応）がある。コンコースには、ねぶたが描かれた絵が展示されている。
弘前統括センター所在駅。直営駅である。管理駅として、奥羽本線の津軽湯の沢駅 - 津軽新城駅間の各駅を管理している。津軽地方の中心駅であり、青森県内の秋田支社管内駅を統括している。
中央口側1階には弘前市観光案内所・そば屋（キヨスク）がある。2代目駅舎時代までは1番線ホーム上にそば屋（キヨスク）・売店（キヨスク）が、3代目駅舎時代までは2・3番線ホーム上にそば屋（伯養軒）・売店（伯養軒・旧キヨスク）があったが、現在はいずれのホームにもない。また、3代目駅舎時代の待合室内では伯養軒が軽食コーナーや和食処を営業していた。
発車メロディは2004年（平成16年）12月12日より『津軽じょんがら節』になった。

#### のりば
| 番線    | 路線      | 方向 | 行先             |
| ------- | --------- | ---- | ---------------- |
| 1・2・3 | ■奥羽本線 | 下り | 青森方面         |
| 1・2・3 | ■奥羽本線 | 上り | 東能代・秋田方面 |
| 1・2・3 | ■五能線   | 上り | 五所川原方面     |

1番線は奥羽本線下り列車、2番線は折り返し列車と五能線、3番線は奥羽本線上り列車が主に発着する。特急列車は青森方面行が1番線、秋田方面行が3番線となっている。

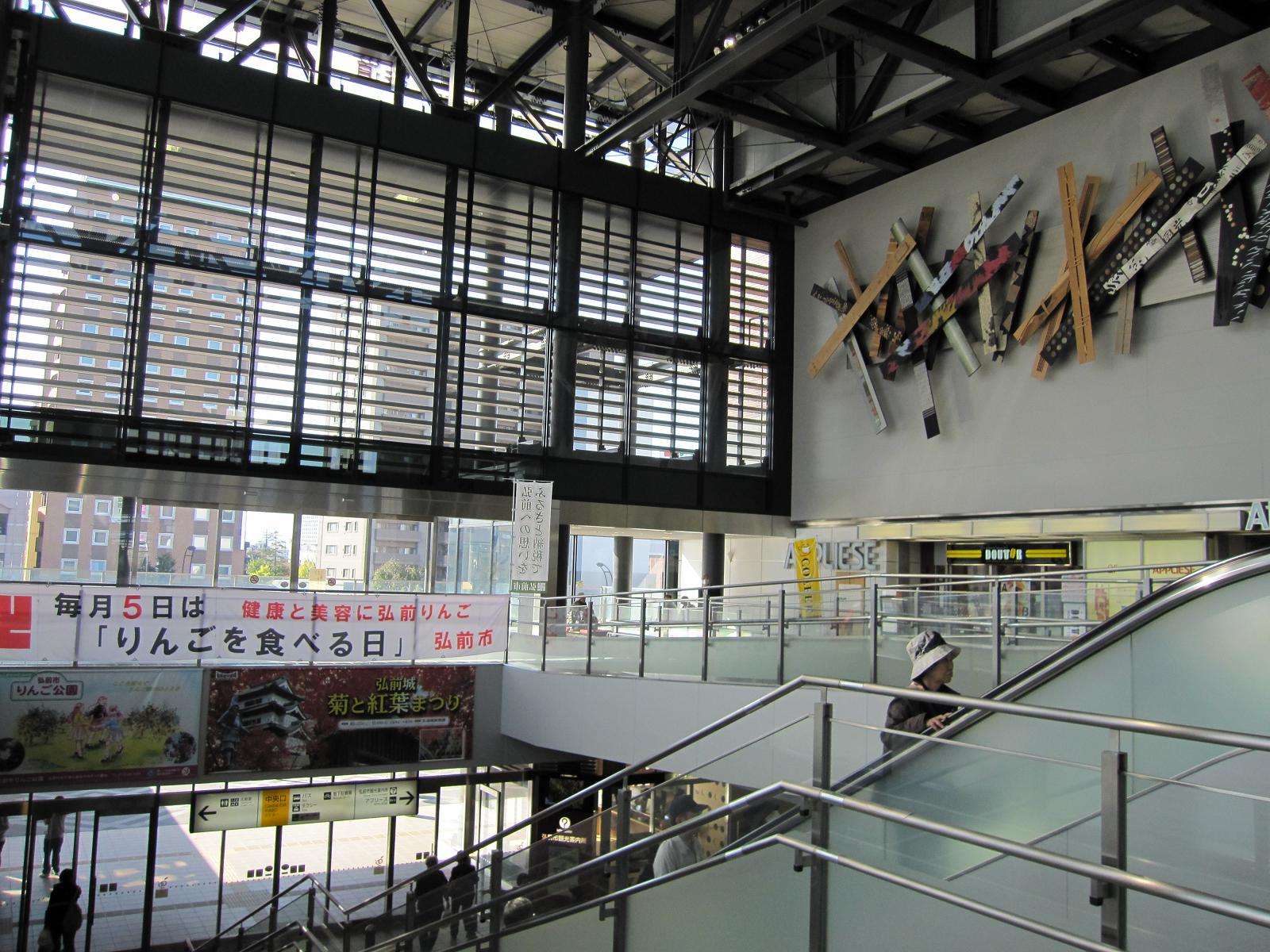
中央口ホール（2009年10月）
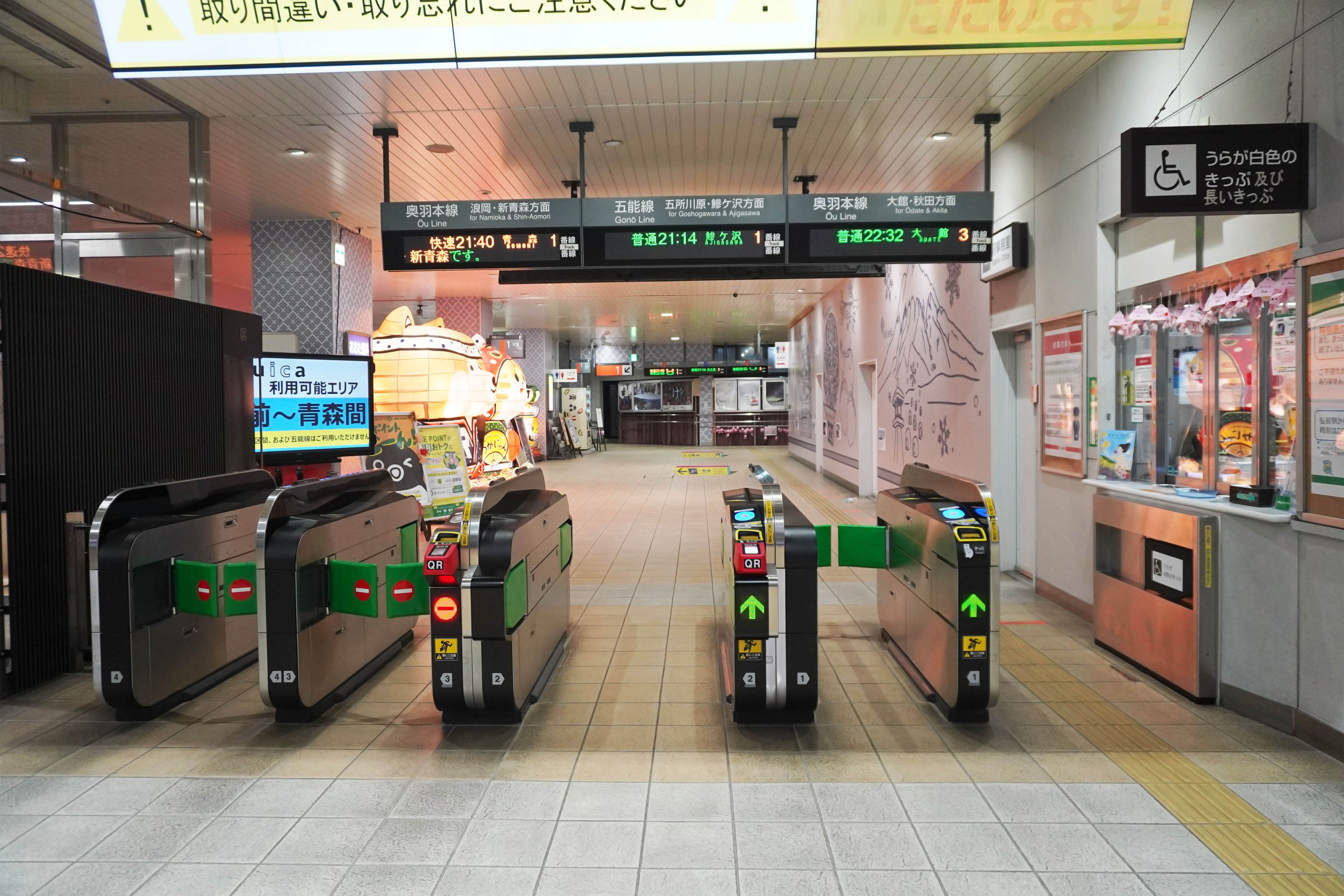
改札口（2024年11月）
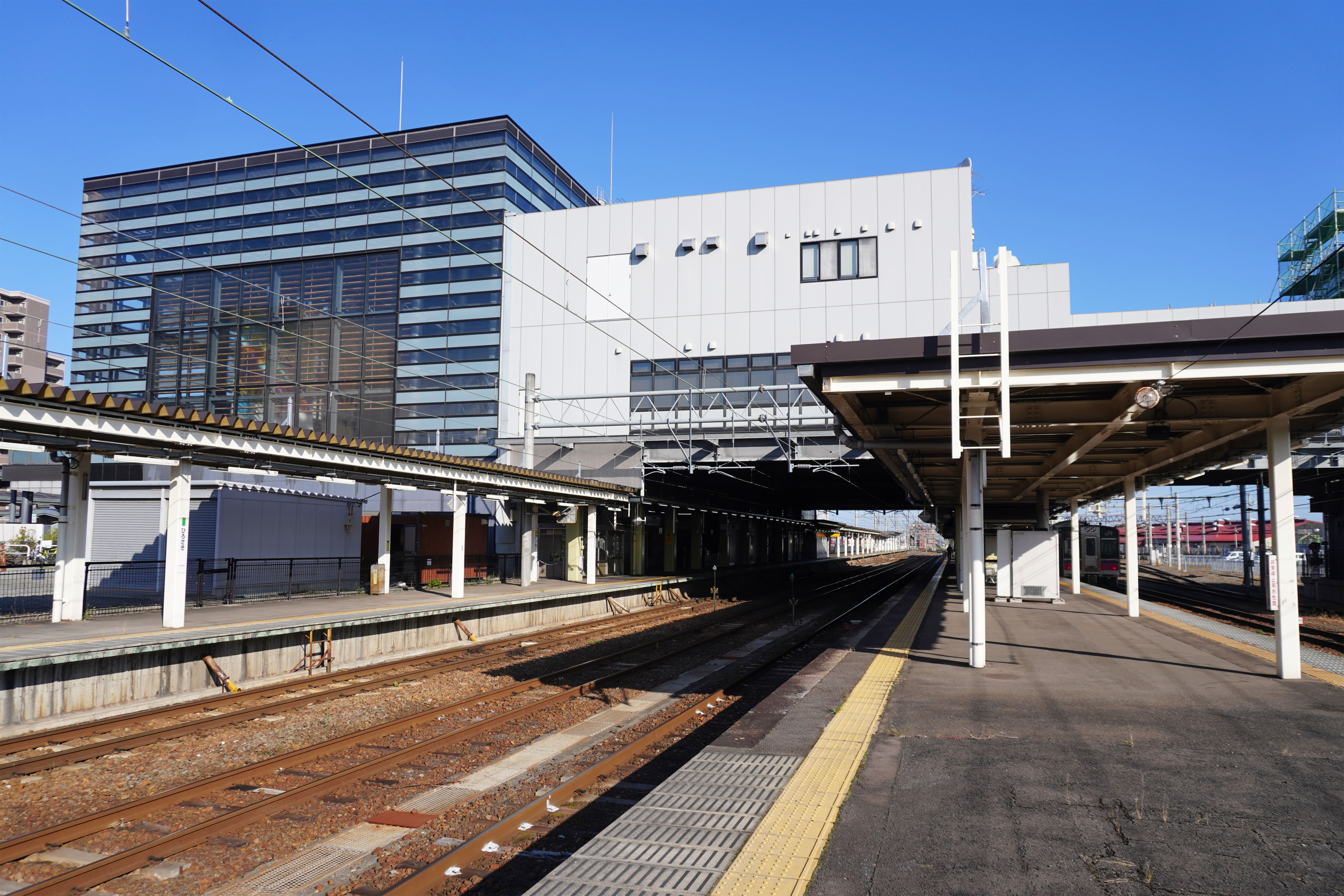
ホーム（2024年9月）

### 弘南鉄道
頭端式ホーム1面2線を有する地上駅。ホームは1番線と2番線があるが、列車は主に1番線から発車する。また、1番線には奥羽線からの非電化の渡り線があるため、購入した車両を搬入する際に使用される。
城東口側1階に自動券売機、出札窓口、改札口（有人）、事務室がある。窓口では定期券・回数券・往復乗車券・硬券入場券を発売している。改札は上り電車の到着後、乗客の降車が終了次第開始する。
3代目駅舎時代までは改札口は独立していたが跨線橋はJRと共用で、ホームの名称も4・5番線とJRからの続き番号だった。なお、以前は常時改札を行っており、ホーム上には待合室と売店・立ち食いそばおよび汲み取り式のトイレがあった。

#### のりば
| 番線 | 路線    | 行先     |
| ---- | ------- | -------- |
| 1・2 | ■弘南線 | 黒石方面 |

同じ弘南鉄道の路線である大鰐線中央弘前駅とは1キロメートル強離れており、バスや徒歩などでの連絡が必要となる。

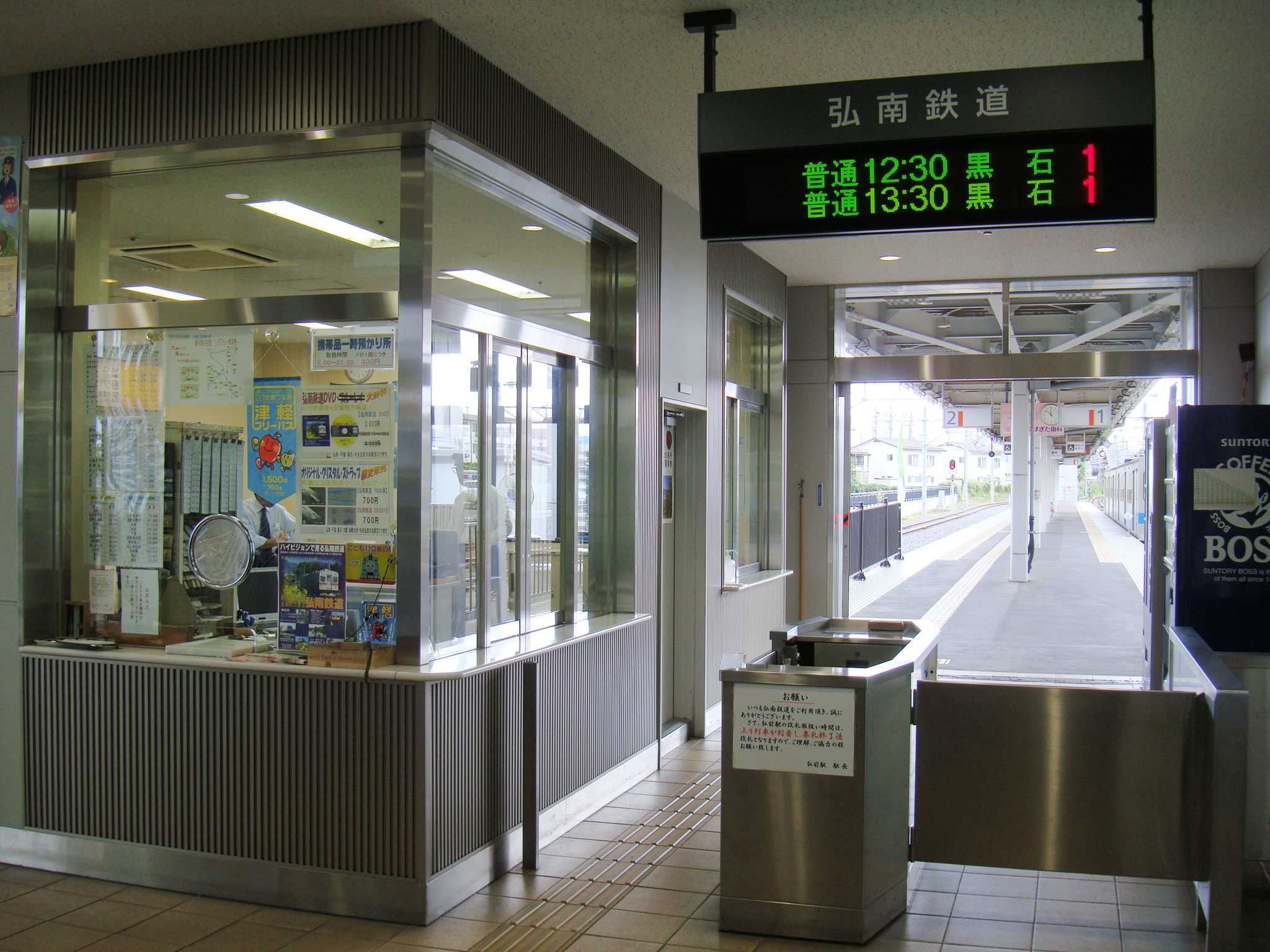
改札口（2010年9月）
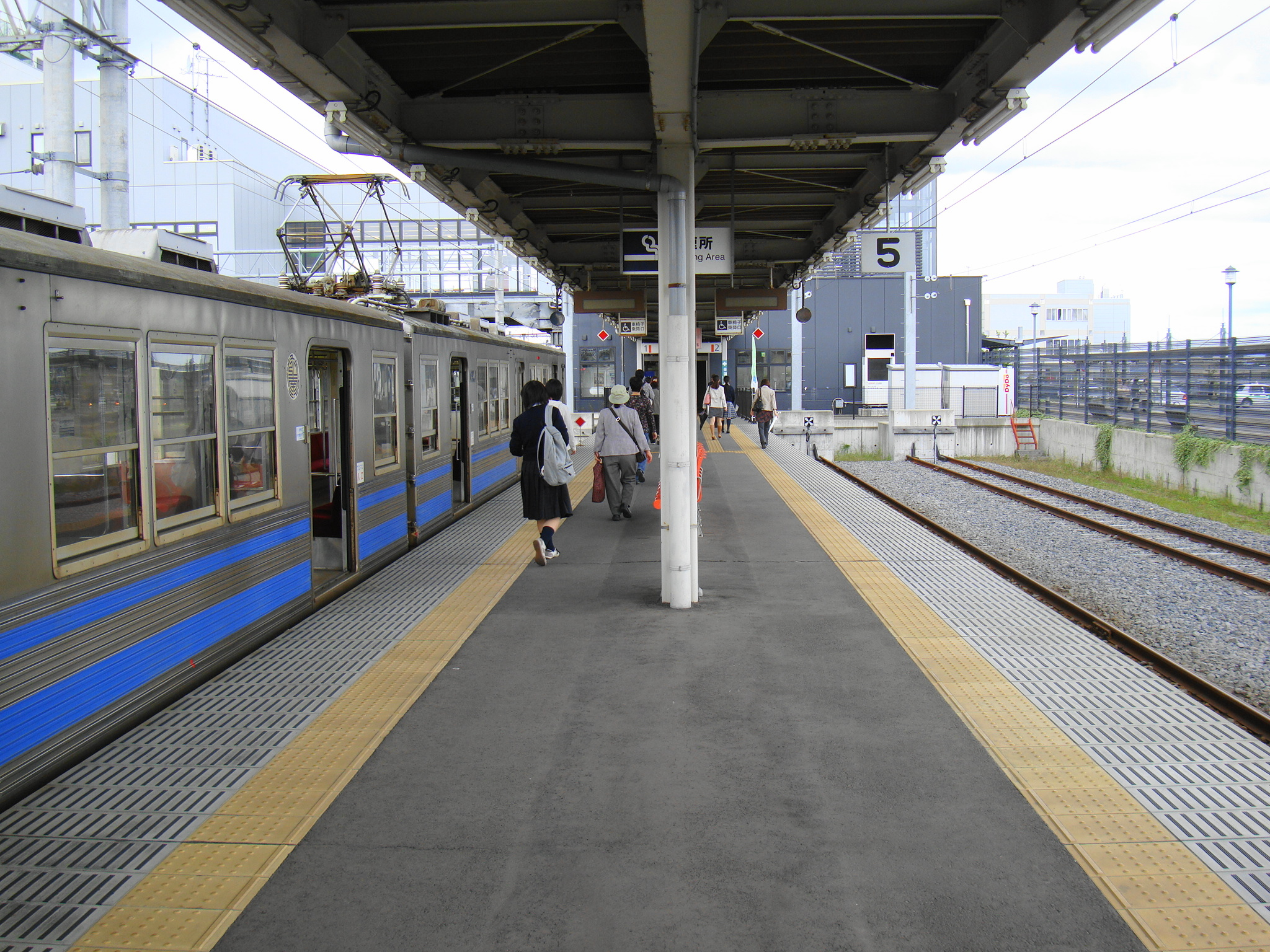
ホーム 通し番号時の番号札が残っている。（2010年9月）
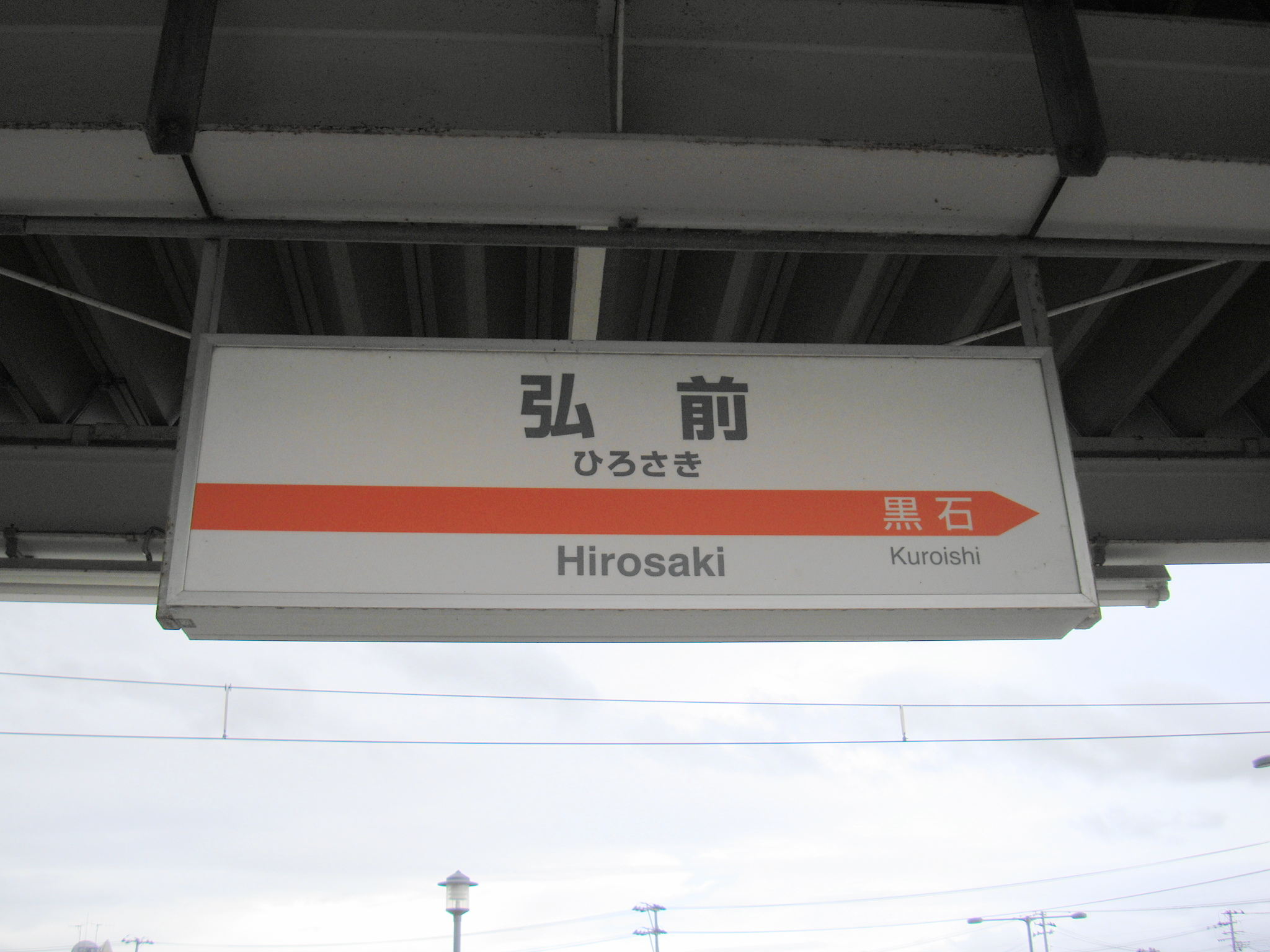
JR仕様の駅名標 隣駅表示が黒石になっている。（2010年9月）

## 貨物駅
JR貨物の駅は、旅客駅中央口北側にある。1面2線のコンテナホーム（ヤード）が設置されているほか、数本の留置線が敷設されている。荷役線は、駅の着発線からいったん青森駅方面の西側へ伸びる引上げ線に入り、駅方向へ戻るように分岐している。
貨物列車が発着していた頃は、営業窓口のJR貨物弘前営業所が置かれていた。なお駅業務・構内入換作業はジェイアール貨物・東北ロジスティクスに委託されている。
貨物列車は2020年（令和2年）のダイヤ改正まで、1日1往復の高速貨物列車が青森信号場方面との間で運行されていた。大館駅方面へ向かう列車や、専用貨物列車の発着はなかった。
2019年（令和元年）10月に貨物列車の発着がなくなり、弘前新営業所が開設され、東青森駅との間でトラック便が運行されている。

### 取扱う貨物の種類
貨物列車の発着が行われた2020年（令和2年）3月以前のもの。
- コンテナ貨物 - 12フィートコンテナのみを取り扱っていた。
- 産業廃棄物・特別管理産業廃棄物の取扱許可を得ていた。
- 1995年（平成7年）12月8日のダイヤ改正以前は車扱貨物も取り扱っていた。

## 駅弁
主な駅弁は下記の通り。
- ひとくちだらけ
- 夕陽海岸弁当
- 五能線弁当
- 津軽幕の内弁当
- とん豚弁当

## 利用状況

### 旅客

#### JR東日本
2023年度（令和5年度）の1日平均乗車人員は3,895人である。
1935年度（昭和10年度）、2000年度（平成12年度）以降の推移は以下のとおりである。なお、1935年度（昭和10年度）当時は、青森駅、秋田駅、盛岡駅をしのいでいた。
| 1日平均乗車人員推移 | 1日平均乗車人員推移 | 1日平均乗車人員推移 | 1日平均乗車人員推移 | 1日平均乗車人員推移 |
| 年度                | 定期外              | 定期                | 合計                | 出典                |
| ------------------- | ------------------- | ------------------- | ------------------- | ------------------- |
| 1935年（昭和10年）  |                     |                     | 3,189               | [ 他 1 ]            |
| 2000年（平成12年）  |                     |                     | 4,578               | [ JR 2 ]            |
| 2001年（平成13年）  |                     |                     | 4,446               | [ JR 3 ]            |
| 2002年（平成14年）  |                     |                     | 4,433               | [ JR 4 ]            |
| 2003年（平成15年）  |                     |                     | 4,483               | [ JR 5 ]            |
| 2004年（平成16年）  |                     |                     | 4,398               | [ JR 6 ]            |
| 2005年（平成17年）  |                     |                     | 4,424               | [ JR 7 ]            |
| 2006年（平成18年）  |                     |                     | 4,426               | [ JR 8 ]            |
| 2007年（平成19年）  |                     |                     | 4,425               | [ JR 9 ]            |
| 2008年（平成20年）  |                     |                     | 4,333               | [ JR 10 ]           |
| 2009年（平成21年）  |                     |                     | 4,231               | [ JR 11 ]           |
| 2010年（平成22年）  |                     |                     | 4,348               | [ JR 12 ]           |
| 2011年（平成23年）  |                     |                     | 4,442               | [ JR 13 ]           |
| 2012年（平成24年）  | 2,011               | 2,477               | 4,489               | [ JR 14 ]           |
| 2013年（平成25年）  | 2,045               | 2,596               | 4,641               | [ JR 15 ]           |
| 2014年（平成26年）  | 2,105               | 2,473               | 4,578               | [ JR 16 ]           |
| 2015年（平成27年）  | 2,117               | 2,507               | 4,625               | [ JR 17 ]           |
| 2016年（平成28年）  | 2,130               | 2,444               | 4,575               | [ JR 18 ]           |
| 2017年（平成29年）  | 2,098               | 2,452               | 4,550               | [ JR 19 ]           |
| 2018年（平成30年）  | 2,042               | 2,455               | 4,497               | [ JR 20 ]           |
| 2019年（令和元年）  | 1,993               | 2,509               | 4,503               | [ JR 21 ]           |
| 2020年（令和02年）  | 960                 | 2,371               | 3,332               | [ JR 22 ]           |
| 2021年（令和03年）  | 1,060               | 2,304               | 3,364               | [ JR 23 ]           |
| 2022年（令和04年）  | 1,335               | 2,293               | 3,629               | [ JR 24 ]           |
| 2023年（令和05年）  | 1,642               | 2,252               | 3,895               | [ JR 1 ]            |

#### 弘南鉄道
2017年度（平成27年度）の1日平均乗降人員は2,784人である。
2004年度（平成16年度）以降の推移は以下のとおりである。
| 乗車・乗降人員推移 | 乗車・乗降人員推移 | 乗車・乗降人員推移 |
| 年度               | 1日平均 乗車人員   | 1日平均 乗降人員   |
| ------------------ | ------------------ | ------------------ |
| 2004年（平成16年） |                    | 3,071              |
| 2005年（平成17年） |                    | 3,151              |
| 2006年（平成18年） | 1,532              | 3,066              |
| 2007年（平成19年） | 1,460              | 2,910              |
| 2008年（平成20年） | 1,407              | 2,797              |
| 2009年（平成21年） | 1,362              | 2,710              |
| 2010年（平成22年） | 1,367              | 2,729              |
| 2011年（平成23年） |                    | 2,840              |
| 2012年（平成24年） |                    | 2,864              |
| 2013年（平成25年） |                    | 2,937              |
| 2014年（平成26年） |                    | 2,825              |
| 2015年（平成27年） |                    | 2,803              |
| 2016年（平成28年） |                    | 2,744              |
| 2017年（平成29年） |                    | 2,784              |

### 貨物
弘前市発行の「市勢ハンドブック」によると、貨物輸送状況の推移は以下のとおりである。
| 貨物輸送推移       | 貨物輸送推移 | 貨物輸送推移 | 貨物輸送推移 |
| 年度               | 発送         | 到着         | 出典         |
| ------------------ | ------------ | ------------ | ------------ |
| 2006年（平成18年） | 78,683       | 81,743       | [ 市 1 ]     |
| 2007年（平成19年） | 63,692       | 77,282       | [ 市 1 ]     |
| 2008年（平成20年） | 65,090       | 76,718       | [ 市 1 ]     |
| 2009年（平成21年） | 60,679       | 69,391       | [ 市 1 ]     |

## 駅周辺

### 中央口
- 青い森信用金庫 弘前駅前支店
- 青森みちのく銀行 弘前駅前支店
- 青森県道17号弘前停車場線
- アプリーズ （駅ビル）
  - キャンドゥ 弘前駅ビル店
  - チャンドラ・花畑牧場ショップコーナー
  - ニチイ学館 弘前教室
  - 弘前市観光案内所
  - マツモトキヨシ 弘前駅ビルアプリーズ店
- 駅レンタカー 弘前営業所
- エフエム青森 弘前支社
- 大町タウンビル
  - 青森県赤十字血液センター 弘前駅前献血ルーム
- 弘南バス 弘前バスターミナル
- 弘南バス 弘前駅前案内所
- JR東日本 弘前総合事務所
- 東奥信用金庫 大町支店 （旧・弘前太陽地所）
- 日産レンタカー 弘前駅前店
- 日本通運 弘前支店
- ニッポンレンタカー東北 弘前営業所
- 弘前警察署弘前駅前交番
  - 青森県警察鉄道警察隊弘前分駐隊
- 弘前市役所 土手町分庁舎  （旧・弘前市立第一大成小学校）
  - 市民課 駅前分室
  - 弘前市市民生活センター
- 弘前市立病院
- ヒロサキメディカルセンター （旧・川嶋病院）
- ヒロロ HIRORO （駅前再開発ビル）
- ブロッサムホテル弘前
- アートホテル弘前シティ（旧・シティ弘前ホテル、ホテルナクアシティ弘前）
  - セントラルフィットネスクラブ 弘前駅前店
  - 弘前駅前郵便局
- ドーミーイン弘前
- 東横イン 弘前駅前
- ホテルルートイン 弘前駅前
- 青森みちのく銀行 弘前営業部・上土手町支店

※ 弘前市役所へは弘南バスに乗りかえ

### 城東口
- JR東日本 弘前統括センター乗務ユニット（旧・つがる運輸区）
- 弘前城東簡易郵便局
- 青森みちのく銀行 弘前東支店
- 青い森信用金庫城東支店
- スーパー佐藤長城東店

## バス路線

### 中央口
| のりば                                | 運行事業者                               | 系統・行先                                                                                     |
| ------------------------------------- | ---------------------------------------- | ---------------------------------------------------------------------------------------------- |
| 1                                     | - 弘南バス - 岩手県北自動車 - 岩手県交通 | 特急「ヨーデル号」：盛岡駅西口                                                                 |
| 100円バス専用停留所 （2番のりば付近） | 弘南バス                                 | 土手町循環100円バス                                                                            |
| 2                                     | －                                       | 降車専用                                                                                       |
| 3                                     | 弘南バス                                 | - 小栗山線 - 狼森線 - 自衛隊線 - 座頭石線 - 安原団地線 - 学園町線                              |
| 4                                     | 弘南バス                                 | - ためのぶ号：津軽藩ねぷた村・りんご公園方面 - 福田線                                          |
| 5                                     | 弘南バス                                 | - 青森空港線 - 浪岡線 - 五所川原線 - 黒石・大川原線 - 黒石線 - 宮園団地線                      |
| 6                                     | 弘南バス                                 | - 藤代営業所線・藤代営業所・賀田線 - 枯木平線 - 茂森線 - 相馬線 - 西目屋村役場線               |
| 7                                     | 弘南バス                                 | - 藤代営業所線 - 堂ヶ沢線・十腰内線・鰺ヶ沢線 - 三世寺温泉・板柳線・十腰内線 - 船沢線 - 岩賀線 |
| 8                                     | 弘南バス                                 | - 大鰐・碇ヶ関線 - 金属団地・桜ヶ丘線・南高校・桜ヶ丘線 - 久渡寺線                             |

### 城東口
| のりば         | 運行事業者                                                     | 系統・行先 |
| -------------- | -------------------------------------------------------------- | --- |
| 1              | 弘南バス                                                       | - 城東環状100円バス：和徳回り（さくら野弘前店方面）/ 大町回り（カブセンター方面） - 城東安原線：さくら野弘前店         |
| 1              | 岩手県北自動車                                                 | MICHINORI EXPRESS：新宿                                                                                                |
| 1              | 桜交通                                                         | さくら高速バス：新宿                                                                                                   |
| 1              | ジャムジャムエクスプレス                                       | JAMJAMライナー：新宿・東京ディズニーランド                                                                             |
| 1              | オー・ティー・ビー                                             | オリオンバス：東京 |
| 2              | 弘南バス                                                       | - 弘前駅城東口環状100円バス - 城東安原線：小比内団地・川先南口方面 / マックスバリュ安原店前 - 福田線：弘前駅（中央口） |
| 3              | 弘南バス                                                       | 城東環状100円バス：和徳回り / 大町回り                                                                                 |
| 貸切バスプール | 「弘前・十和田湖号」・「十和田湖・弘前号」などの各種ツアーバス | 「弘前・十和田湖号」・「十和田湖・弘前号」などの各種ツアーバス                                                         |

## その他
- 「りんごの出荷額日本一の弘前であるので、ホームでは直径2メートルを超える巨大りんご（世界一）の置物が出迎えてくれる駅舎」として、東北の駅百選に選定された。
- 2016年（平成28年）4 - 6月期に日本テレビ・青森放送などで放送された『ふらいんぐうぃっち』（テレビアニメ）の第1話で、主人公の木幡真琴が降り立つシーンで登場した。ただし、電車や駅構内はJR東日本のものだが、駅舎中央口の看板に「JR東日本」のロゴは無かった。

## 隣の駅
東日本旅客鉄道（JR東日本）
■奥羽本線
- 特急「スーパーつがる」・「つがる」・臨時快速「リゾートしらかみ」停車駅

□快速
大鰐温泉駅 - 弘前駅 - 川部駅
■普通
石川駅 - 弘前駅 - 撫牛子駅
■五能線（川部駅 - 当駅間奥羽本線）
- 臨時快速「リゾートしらかみ」停車（一部発着）駅

□快速（上りのみ）・■普通
撫牛子駅 - 弘前駅
弘南鉄道
■弘南線
弘前駅（KK 01） - 弘前東高前駅（KK 02）

### 記事本文